# Nieradowice
Nieradowice – część miasta Otmuchów w Polsce położona w województwie opolskim, w powiecie nyskim, w gminie Otmuchów.
Wieś Nieradowice została włączona do miasta 1 stycznia 2018.
W latach 1975–1998 miejscowość administracyjnie należała do ówczesnego województwa opolskiego.

## Historia
W XIX w. wieś posiadała pieczęć gminną, na której wizerunku przedstawiono chłopa stojącego z kosą o ostrzu skierowanym w dół. 

## Zabytki
Do wojewódzkiego rejestru zabytków wpisany jest dwór, z XVII w., XIX w.